# Croton pulegioides
Espèce
Croton pulegioides est une espèce de plantes à fleurs du genre Croton et de la famille des Euphorbiaceae, présente au nord est du Brésil.
Il a pour synonyme :
- Oxydectes pulegioides, (Müll.Arg.) Kuntze